# Lilla Löpsedeln
Lilla Löpsedeln var ett systerprogram till Lilla Aktuellt.
I varje program tävlade två skolklasser från årskurserna 4-6 via telefon mot varandra. Varje fråga ger 1 poäng till klassen. Klassen får även 200 kronor per rätt fråga. Lilla Löpsedeln gick från början på SVT1 innan den flyttade till SVT B.
I Lilla Aktuellt Skola visades även senaste nyheterna. Programmet lades ner efter våren 2011.